# Tội khi quân

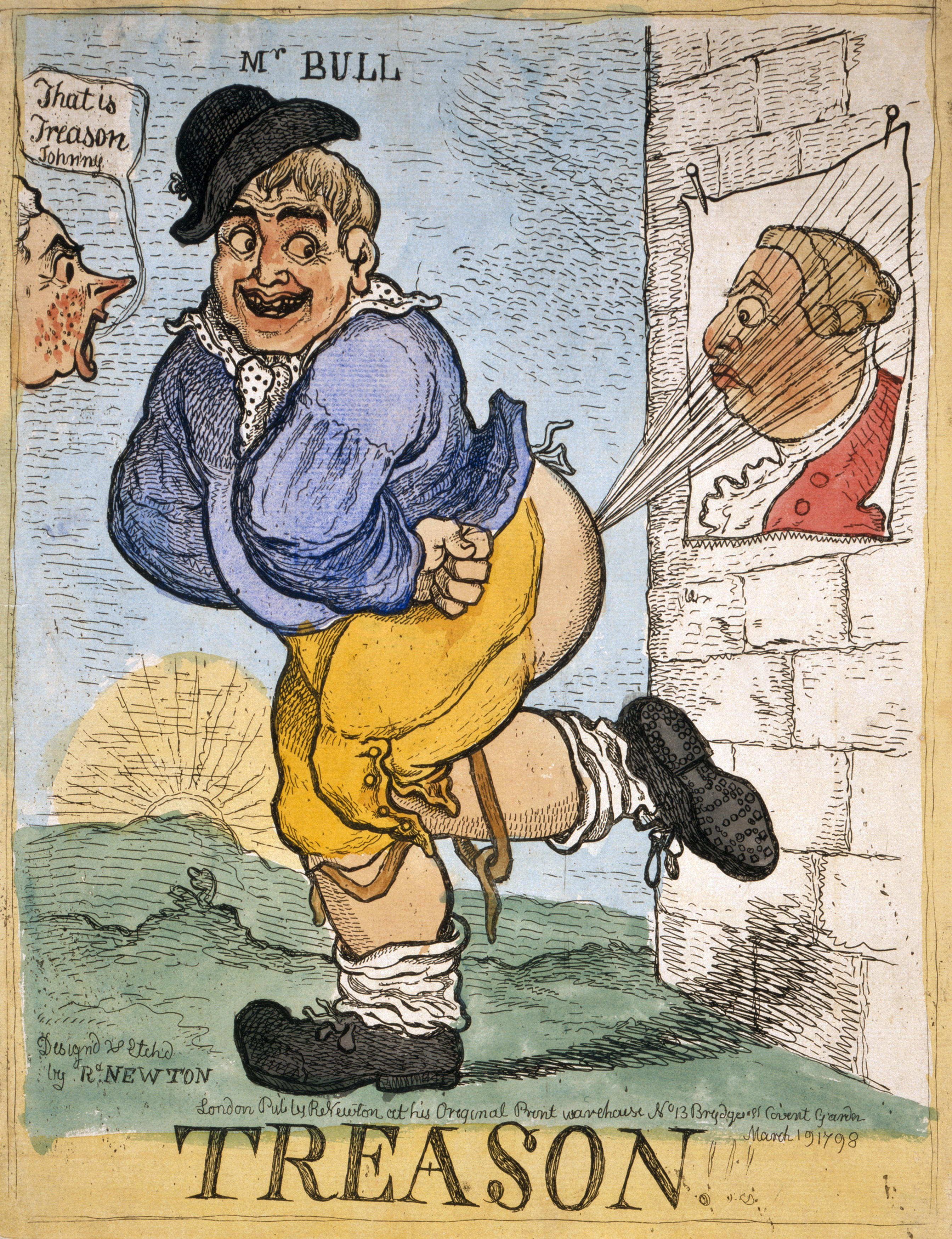
John Bull đánh rắm vào hình của George III, tranh biếm họa năm 1798 của Richard Newton.

Những nước có luật quy định tội khi quân vào tháng 9 năm 2022

Tội khi quân, cũng được gọi là khi quân phạm thượng là một tội xúc phạm danh dự, nhân phẩm của vua. Hiện nay, hành vi xúc phạm một nguyên thủ quốc gia (thông thường là tổng thống) cũng bị liệt vào tội khi quân.
Từ khi nền quân chủ chuyên chế cáo chung, tội danh khi quân không còn phổ biến nhưng những hành vi từng bị liệt là khi quân vẫn có thể bị truy tố dưới tội danh phản quốc. Những nước cộng hòa thông thường quy định những hành vi chống lại nguyên thủ quốc gia là tội. Một số vương quốc tiếp tục áp dụng tội khi quân như Thái Lan và Campuchia.

## Luật hiện hành

### Châu Âu

#### Belarus
Ngày 31 tháng 1 năm 2022, một người phụ nữ ở Belarus bị kết án 18 tháng tù vì "xúc phạm" Tổng thống Aliaksandr Lukašenka và những quan chức khác sau khi phát hiện hình ảnh chế giễu trên điện thoại của cô.

#### Bỉ
Ngày 28 tháng 10 năm 2021, Tòa án Hiến pháp Bỉ tuyên bố một đạo luật từ năm 1847 quy định phạt tiền, phạt tù hành vi xúc phạm vua vi phạm quyền tự do ngôn luận trong hiến pháp Bỉ và Công ước châu Âu về nhân quyền. Nghị viện Bỉ dự kiến sẽ bãi bỏ đạo luật này.

#### Đan Mạch
Bộ luật hình sự Đan Mạch quy định phạt tù đến bốn tháng đối với tội phỉ báng, nếu đối tượng phỉ báng là quốc vương thì phạt tù đến tám tháng, nếu là vương hậu, thái hậu hoặc thái tử thì phạt tù đến sáu tháng. Chưa hề có ai bị phạt tù vì phỉ báng quốc vương. Tháng 3 năm 2011, một số thành viên của phong trào Hòa bình xanh bị khởi tố về tội phỉ báng quốc vương sau khi trương biểu ngữ biểu tình tại một bữa tối của Hội nghị Liên Hợp Quốc về biến đổi khí hậu tại Copenhagen. Họ bị phạt nhẹ về những tội danh khác nhưng không bị kết tội phỉ báng.

#### Estonia
Bộ luật hình sự Estonia quy định người nào xúc phạm công chức nước ngoài, đại diện hoặc gia đình của họ, hoặc xúc phạm quốc kỳ, quốc ca nước ngoài thì bị phạt tù đến hai năm.

#### Đức
Trước năm 2017, pháp luật Đức quy định phạt hành vi xúc phạm một nguyên thủ quốc gia nước ngoài. Tội danh này gây tranh cãi sau khi Thủ tướng Đức Angela Merkel thông báo vào tháng 4 năm 2016 sẽ khởi tố một diễn viên hài người Đức theo yêu cầu của chính quyền Thổ Nhĩ Kỳ vì đã đọc một bài thơ có ngôn từ tục tĩu về Tổng thống Recep Tayyip Erdoğan. Trong cùng thông báo, Merkel tuyên bố sẽ bỏ tội danh này trong tương lai. Chính quyền quyết định không truy tố vụ án. Ngày 25 tháng 1 năm 2017, Bộ trưởng Tư pháp Đức Heiko Maas công bố quyết định bãi bỏ tội danh này từ ngày 1 tháng 1 năm 2018.
Pháp luật Đức cấm xúc phạm tổng thống Đức nhưng việc khởi tố phải có sự cho phép của tổng thống.

#### Iceland
Bộ luật hình sự Iceland quy định người nào xúc phạm một quốc gia, nguyên thủ quốc gia, đại diện hoặc quốc kỳ nước ngoài thì bị phạt tù đến hai năm, trường hợp nghiêm trọng thì đến sáu năm.

#### Ý
Người nào xúc phạm danh dự của tổng thống Ý hoặc giáo hoàng thì bị phạt tù từ một năm đến năm năm. Hành vi xúc phạm danh dự bao gồm xúc phạm cá nhân về việc thi hành chức vụ của họ, bất kể trong quá khứ hoặc hiện tại, xúc phạm công khai hoặc riêng tư.
Cựu lãnh đạo Liên minh miền Bắc Umberto Bossi bị phạt tù một năm 15 ngày vì đã dùng ngôn từ làm nhục quê quán của cựu tổng thống Giorgio Napolitano nhưng về sau được Tổng thống Sergio Mattarella đặc xá.
Pháp luật Ý cũng cấm xúc phạm quốc kỳ, quốc ca nước ngoài nhưng tội danh xúc phạm nguyên thủ quốc gia nước ngoài đã bị bãi bỏ từ năm 1999.

#### Hà Lan
Năm 1996, họa sĩ người Hà Lan Bernard Willem Holtrop bị truy tố về tội khi quân sau khi đăng tranh biếm họa tả Nữ hoàng Juliana là gái bán hoa trên một tạp chí nhưng được tòa xử trắng án.
Người nào xúc phạm quốc vương thì từng bị phạt tiền hoặc phạt tù đến năm năm, xúc phạm vương phi, người thừa kế ngai vàng, phối ngẫu của họ hoặc nhiếp chính thì bị phạt tiền hoặc phạt tù đến bốn năm. Người nào xúc phạm nguyên thủ quốc gia của một nước đồng minh đang công du tại Hà Lan thì bị phạt tiền hoặc phạt tù đến hai năm.
Tổng cộng có 18 người đã bị khởi tố về tội khi quân từ năm 2000 đến năm 2012, chín người đã bị kết tội. Tháng 10 năm 2007, một người đàn ông 47 tuổi bị phạt tiền €400 và một tuần tù về tội khi quân sau khi gọi Nữ hoàng Beatrix là "gái bán hoa " và nói với cảnh sát rằng ông muốn quan hệ chuyện ấy qua đường hậu môn với bà bởi "bà ấy sẽ thích lắm". Tháng 7 năm 2016, một người đàn ông 44 tuổi bị phạt tù một tháng vì "cố ý xúc phạm" Quốc vương Willem-Alexander là sát nhân, trộm cướp và kẻ đồi bại.
Tội danh khi quân đã bị bãi bỏ từ ngày 1 tháng 1 năm 2020. Hiện nay hành vi xúc phạm quốc vương, vương phi, người thừa kế ngai vàng, phối ngẫu của họ hoặc nhiếp chính bị liệt vào tội xúc phạm danh dự, nhân phẩm của quan chức với hình phạt tiền hoặc phạt tù đến bốn tháng. Ngày 23 tháng 1 năm 2020, một người bị phạt lao động công ích 40 tiếng vì gọi Vương hậu Máxima là con gái của một sát nhân (cha của bà là Jorge Horacio Zorreguieta, từng là bộ trưởng nông nghiệp dưới chế độ độc tài quân quản của Argentina).

#### Ba Lan
Pháp luật Ba Lan cấm công khai xúc phạm một nguyên thủ quốc gia nước ngoài.
- Ngày 5 tháng 1 năm 2005, Jerzy Urban, tổng biên tập của tạp chí tả khuynh Nie, bị phạt tiền 20.000 złoty (khoảng US$6.200) vì đã xúc phạm Giáo hoàng Gioan Phaolô II trong lúc ông đang công du tại Ba Lan.[24]
- Trong hai ngày 26, 27 tháng 1 năm 2005, 28 nhà hoạt động nhân quyền bị tạm giam với cáo buộc đã xúc phạm Tổng thống Nga Vladimir Putin trong lúc ông đang công du tại Ba Lan. Họ được thả sau 30 tiếng và chỉ một người bị khởi tố về tội xúc phạm một nguyên thủ quốc gia nước ngoài.[25]

Điều 135 Bộ luật hình sự Ba Lan quy định người nào công khai xúc phạm tổng thống Ba Lan thì bị phạt tù đến ba năm.

#### Nga
Tháng 3 năm 2019, Quốc hội Liên bang Nga thông qua luật quy định người nào đăng tải trên mạng nội dung "khiếm nhã" hoặc "bất kính" đối với quan chức nhà nước (bao gồm tổng thống) thì bị phạt tiền đến 100.000 rúp đối với người phạm tội lần đầu, 200.000 rúp hoặc phạt tù đến 15 ngày đối với người tái phạm.

#### Tây Ban Nha

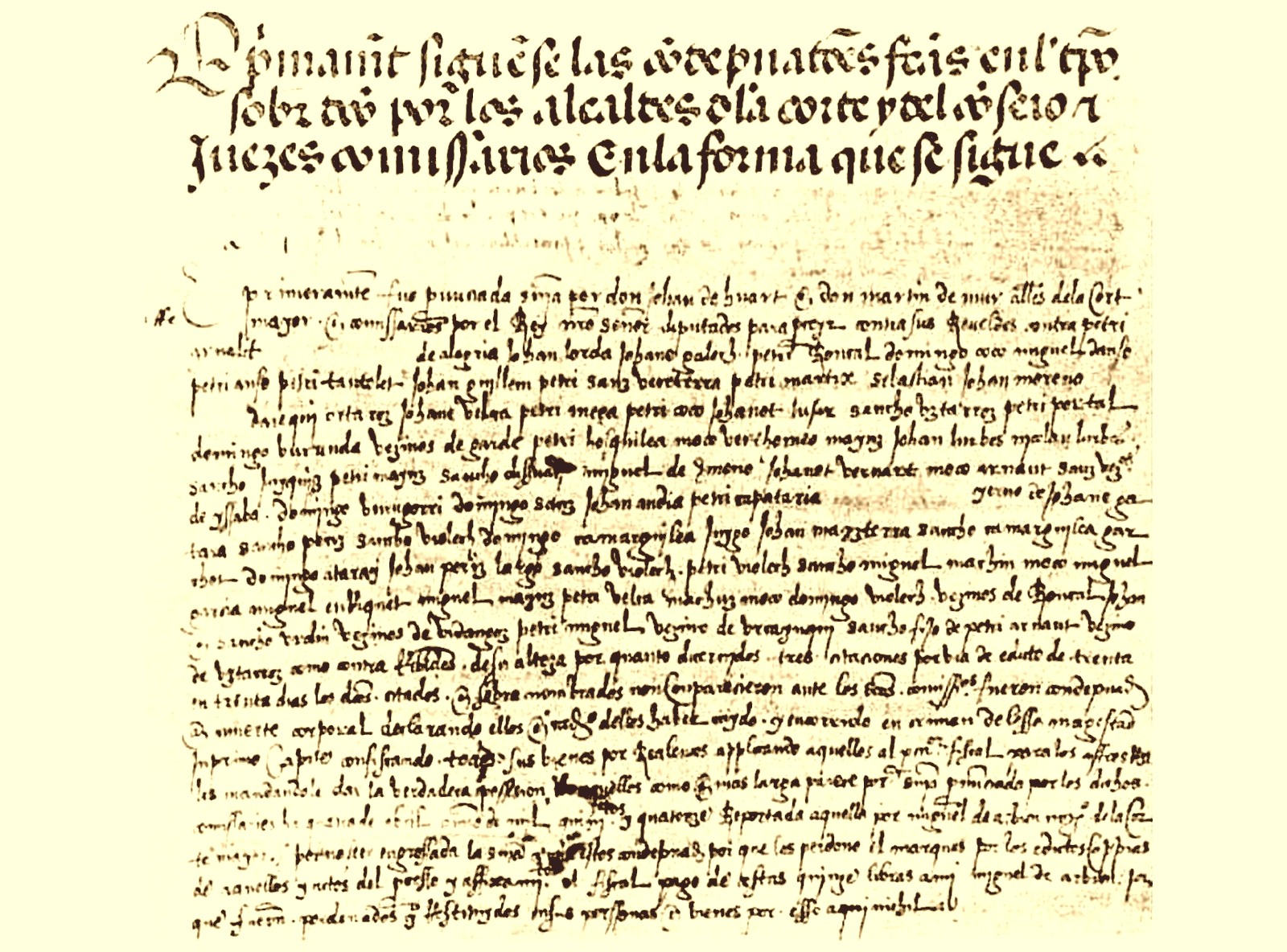
Quyết định năm 1514 trừng phạt những cá nhân người Navarre sau khi Navarre bị Ferrando II chinh phục

Điều 490 và 491 của bộ luật hình sự Tây Ban Nha quy định người nào phỉ báng hoặc xúc phạm quốc vương, vương hậu, tổ tiên hoặc hậu duệ của họ thì bị phạt tù đến hai năm. Năm 2007, tạp chí trào phúng El Jueves bị phạt tiền vì phạm tội khi quân sau khi đăng tranh biếm họa tả Felipe và vợ của ông quan hệ tình dục trên bìa của số tạp chí.
Ngày 23 tháng 12 năm 2020, Tòa án Quốc gia triệu tập 12 người bị cáo buộc phạm tội khi quân sau khi kéo đổ tượng giả của Cristoforo Colombo và Vua Felipe VI vào Ngày Colombo tại Pamplona.
Ngày 13 tháng 3 năm 2018, Tòa án Nhân quyền châu Âu phán quyết Tây Ban Nha đã xâm phạm quyền lợi của hai người biểu tình tại Girona, Catalonia bị phạt tù vì đốt hình của Vua Felipe VI. Ngày 17 tháng 2 năm 2021, rapper người Catalonia Pablo Hasél bị bắt giữ với cáo buộc phạm tội khi quân, gây nên biểu tình lớn. Trong cùng năm, Bỉ từ chối dẫn độ rapper người Catalonia Valtonyc về Tây Ban Nha về tội xúc phạm quốc vương và kích động khủng bố.

#### Thụy Sĩ
Pháp luật Thụy Sĩ cấm công khai xúc phạm một nguyên thủ quốc gia nước ngoài.

### Trung Đông

#### Iran
Iran đã phạt tù nhiều người về việc xúc phạm Lãnh tụ Tối cao và ngành tư pháp.

#### Jordan
Tháng 9 năm 2012, một số nhà hoạt động cải cách bị truy tố về tội khi quân sau khi biểu tình chống chính phủ Jordan và hô khẩu hiệu xúc phạm Vua Abdullah II và triều đình.
Tháng 8 năm 2014, Mohammad Saeed Baker, một thành viên của tổ chức Anh em Hồi giáo, bị phạt tù sáu tháng về tội khi quân.

#### Kuwait
Pháp luật Kuwait quy định người nào phạm tội khi quân thì bị phạt tù đến hai năm. Tháng 1 năm 2009, một người phụ nữ Úc bị bắt giữ tại Kuwait với cáo buộc đã xúc phạm Emir của Kuwait trong lúc ẩu đả với quan chức xuất nhập cảnh.

#### Qatar
Năm 2013, một nhà thơ người Qatar bị phạt tù 15 năm vì đã chỉ trích cựu Emir Hamad bin Khalifa al-Thani.

#### Ả Rập Xê Út
Luật phòng, chống khủng bố năm 2014 của Ả Rập Xê Út quy định người nào "đe dọa sự thống nhất của Ả Rập Xê Út, gây rối trật tự công cộng hoặc phỉ báng danh dự của nhà nước hoặc quốc vương" thì có thể bị phạt nhục hình, tù lâu năm hoặc thậm chí tử hình.

#### Thổ Nhĩ Kỳ
Pháp luật Thổ Nhĩ Kỳ cấm xúc phạm dân tộc, chính quyền, cơ quan nhà nước và các anh hùng dân tộc Thổ Nhĩ Kỳ.
- Hai họa sĩ người Thổ Nhĩ Kỳ Bahadir Baruter và Ozer Aydogan bị bắt giữ vì xúc phạm Tổng thống Recep Recep Tayyip Erdoğan.[44]
- Ngày 18 tháng 9 năm 2020, luật sư của tổng thống Thổ Nhĩ Kỳ nộp đơn khiếu nại một tờ báo Hy Lạp về tít xúc phạm "Địt mẹ ngài Erdogan" ở bên cạnh hình của tổng thống.[45][46]
- Tháng 10 năm 2020, tạp chí Charlie Hebdo bị Thổ Nhĩ Kỳ điều tra về bìa của số tạp chí có tranh biếm họa tả Erdoğan xốc váy của vợ ông trong lúc say xỉn trên ghế.[47]

### Châu Phi

#### Maroc
Người nào xúc phạm quốc vương Maroc thì bị phạt tù tối thiểu từ một năm nếu phát ngôn là riêng tư và ba năm nếu là công khai, Hình phạt tối đa là năm năm.

#### Sénégal
Người nào xúc phạm tổng thống Sénégal thì bị phạt tiền từ 100.000 đến 1.500.000 CFA (180 đến 2.700 USD) và phạt tù từ sáu tháng đến hai năm.

#### Zimbabwe
Người nào xúc phạm tổng thống Zimbabwe thì bị phạt tù đến một năm hoặc phạt tiền đến Z$4.800 (US$13,26).

### Châu Á

#### Bhutan
Tuy Bhutan đã có chế độ quân chủ lập hiến từ năm 2008 nhưng hoàng gia Bhutan vẫn được thờ là hiện thân của thần linh nên việc chỉ trích họ có thể bị khởi tố về tội báng bổ.

#### Brunei
Pháp luật Brunei quy định người nào phạm tội khi quân thì bị phạt tù đến ba năm.

#### Campuchia
Tháng 2 năm 2018, Nghị viện Campuchia thông qua luật quy định người nào xúc phạm quốc vương thì bị phạt tiền từ hai triệu đến mười triệu riels và phạt tù từ một đến năm năm.
Tháng 1 năm 2019, một người đàn ông Campuchia bị phạt tù ba năm vì đã đăng bài trên Facebook xúc phạm quốc vương.

#### Triều Tiên
Chính quyền Triều Tiên yêu cầu người dân kiên trì Mười nguyên tắc lớn về xác lập hệ thống tư tưởng duy nhất của đảng, tuyệt đối trung thành, tôn trọng với gia tộc Kim Nhật Thành. Jang Sung-taek, một quan chức cấp cao, bị xử bắn vì không vỗ tay đủ nhiệt liệt khi Kim Jong-un lên nắm chính quyền.

#### Malaysia
Năm 2014, Ali Abd Jalil bị phạt tù 22 ngày vì xúc phạm hoàng gia Johor và Sultan của Selangor. Muhammad Amirul Azwan Mohd Shakri cũng bị phạt tù vì xúc phạm hoàng gia của Johor.

#### Thái Lan

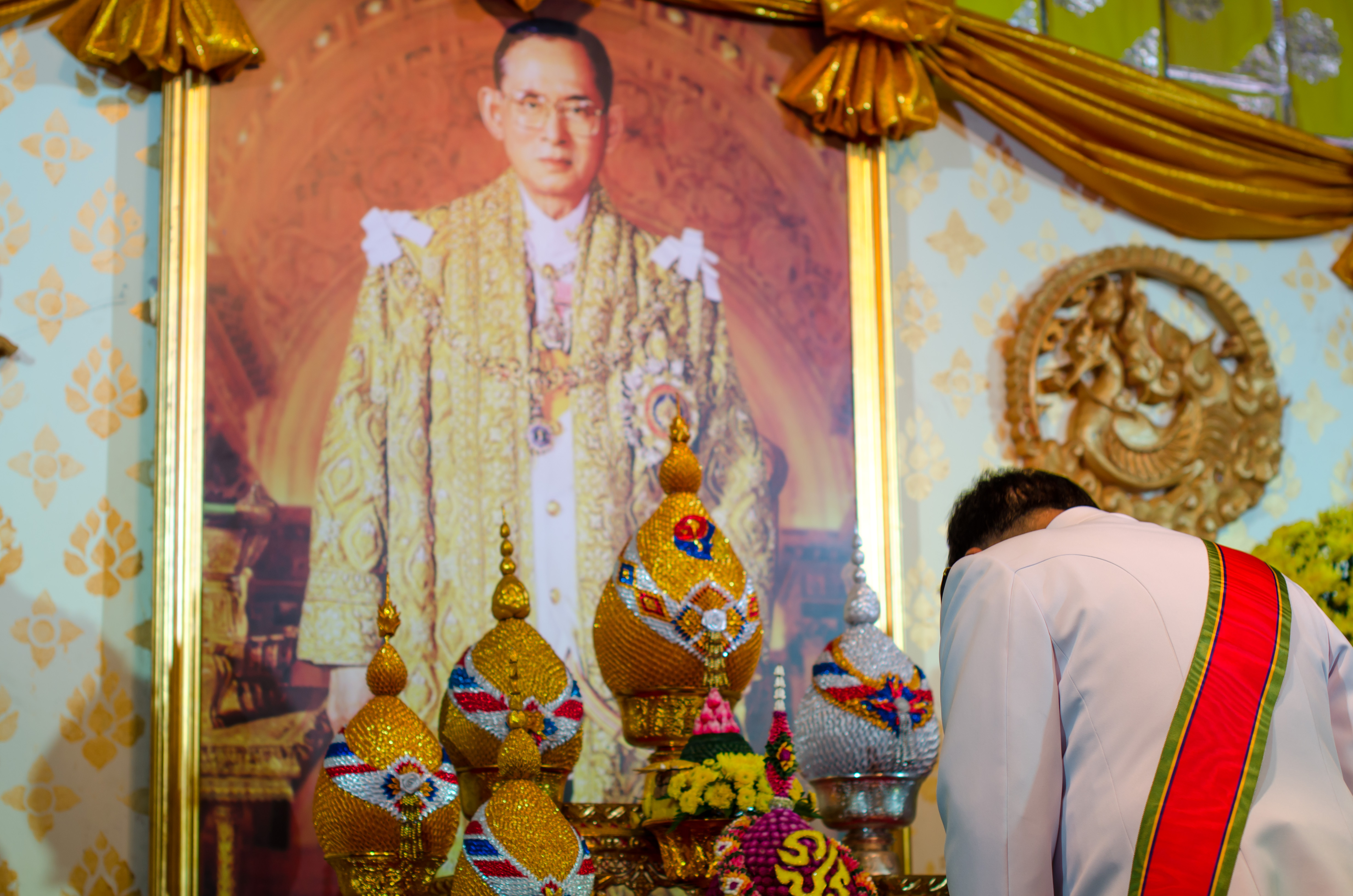
Một quan chức vái chân dung của Vua Thái Lan Bhumibol Adulyadej.

Pháp luật Thái Lan đã quy định tội khi quân từ năm 1908. Từ khi Thái Lan trở thành một nước quân chủ lập hiến vào năm 1932, tất cả các bản hiến pháp của Thái Lan đều quy định quyền bất khả xâm phạm của vua. Điều 112 của bộ luật hình sự Thái Lan quy định người nào phỉ báng, xúc phạm hoặc đe dọa quốc vương, vương hậu, người thừa kế hoặc nhiếp chính thì bị phạt tù từ ba đến mười lăm năm nhưng không định nghĩa "phỉ báng", "xúc phạm" là thế nào. Từ năm 1990 đến năm 2005, chỉ có bốn đến năm vụ án về tội khi quân. Sau cuộc đảo chính năm 2006, hơn 400 vụ án khi quân được đưa ra xét xử từ tháng 1 năm 2006 đến tháng 5 năm 2011, một phần vì sức khỏe suy yếu của nhà vua. Năm 2013, Tòa án tối cao Thái Lan phán quyết rằng điều 112 của bộ luật hình sự áp dụng đối với cả các cựu vương.
Sau cuộc đảo chính năm 2014, chế độ quân quản lạm dụng tội danh khi quân để đàn áp phe đối lập và quyền tự do ngôn luận. Ngày 9 tháng 3 năm 2015, Apiruj Suwadee và Wanthanee, cha và mẹ của công chúa Srirasmi Suwadee, bị phạt tù hai năm sáu tháng vì xúc phạm hoàng gia và vu khống. Ngày 9 tháng 6 năm 2017, một người đàn ông 33 tuổi ở Băng Cốc bị phạt tù 35 năm vì đăng tải mười hình ảnh, bình luận trên Facebook về hoàng gia Thái, đã là giảm án so với hình phạt tù 70 năm ban đầu sau khi người đàn ông này đồng ý nhận tội.
Tháng 6 năm 2017, Liên Hợp Quốc kêu gọi Thái Lan sửa đổi luật về tội danh khi quân.

### Nam Mỹ

#### Brasil
Bộ luật hình sự Brasil quy định người nào vu khống, phỉ báng hoặc xúc phạm danh dự, nhân phẩm của tổng thống thì bị phạt tiền hoặc phạt tù, kể cả khi hành vi phạm tội được thực hiện ở nước ngoài. Quy định này được áp dụng đối với các nghị sĩ Hạ viện, Thượng viện và thẩm phán Tòa án liên bang tối cao, hình phạt tù từ một năm đến bốn năm.

## Luật cũ

### Châu Á

#### Nhật Bản
Từ năm 1880 đến năm 1947, pháp luật Nhật Bản nghiêm cấm hành vi xúc phạm thiên hoàng cho đến khi bị bãi bỏ trong thời kỳ chiếm đóng của Hoa Kỳ. Người cuối cùng bị kết tội khi quân là Shōtarō Matsushima, một công nhân nhà máy và đảng viên Đảng Cộng sản Nhật Bản. Trong một cuộc biểu tình thiếu lương thực trước hoàng cung vào năm 1946, Matsushima trương biểu ngữ trách thiên hoàng tham ăn, vô cảm trước dân tình đói kém và yêu cầu giải trình về nạn thiếu lương thực. Matsushima bị bắt giữ, khởi tố về tội khi quân nhưng được giảm tội danh xuống còn tội phỉ báng nhờ sự can thiệp của chính quyền chiếm đóng. Matsushima  bị phạt tù tám tháng nhưng được đặc xá ngay lập tức dưới một thánh chỉ mừng hiến pháp mới.

### Châu Âu

#### Na Uy
Điều 101 của bộ luật hình sự từng quy định người nào phạm tội khi quân thì bị phạt tiền hoặc phạt tù đến năm năm nhưng quyết định truy tố phải được quốc vương phê duyệt. Từ năm 2015, tội danh khi quân đã bị bãi bỏ.

#### Thụy Điển
Thụy Điển bãi bỏ tội danh khi quân từ năm 1948.

#### Anh
Luật về tội phản quốc năm 1848 quy định người nào tuyên truyền cổ động phế bỏ chế độ quân chủ thì bị phạt tù đến chung thân. Tuy nhiên, luật này hiện không còn được thi hành tại Anh.